# Manlio Pastorini
Manlio Pastorini (Pistoia, 5 de maig de 1879 – Florència, 8 d'abril de 1942) va ser un gimnasta artístic italià que va competir a començaments del segle xx.
El 1920 va prendre part en els Jocs Olímpics d'Anvers, on guanyà la medalla d'or en el concurs complet per equips del programa de gimnàstica.